# Mario Volpe
Pour l'artiste colombien, voir Mario Volpe (artiste peintre).
Pour les articles homonymes, voir Volpe.
Mario Volpe, né le 18 mars 1894 à Naples et mort en 1968 à Rome, est un réalisateur italien. Il réalisa le premier film sonore égyptien.

## Biographie
Mario Volpe fait des études d'ingénieur avant de rentrer aux beaux-arts.
En 1912, il tient des rôles de figurant dans des films muets.
En 1914, il joue dans Le avventure di un giornalista, produit par Napoli Film (it), pour qui il sera assistant-réalisateur jusqu'en 1918. À partir de 1920, il travaillera pour Montalbano Film où il réalisera des films tels que Il signorino, Non uccidere! et Il mistero dell'asso di picche. Il quitta ensuite le cinéma en 1926 pour créer une école d'art dramatique avec Valentino Soldani.
En 1930, il rencontre à Paris les frères Behna, des producteurs égyptiens qui lui proposèrent de réaliser le premier film sonore égyptien, ce qui fut fait en 1931 avec La Chanson du cœur (Onchoudet el-Fouad),, avec Nadra. « Suite à cette première production sonore, plus de 225 films musicaux seront réalisés jusque dans les années 1960 ».
Mario Volpe reste en Égypte, où il réalisa plusieurs films, avant de retourner en Italie en 1937, mais ce n'est qu'après la Seconde Guerre mondiale qu'il peut à nouveau réaliser des films.

## Filmographie partielle

### Comme acteur
- 1914 Le avventure di un giornalista, réalisé par Aldo Molinari
- 1914 Piu che la vita è l'amore..., réalisé par Alberto Carlo Lolli

### Comme réalisateur
- 1920 : Il signorino
- 1920 : Non uccidere!
- 1921 : Il mistero dell'asso di picche
- 1921 : Il professor Gatti e i suoi gattini
- 1921 : La storia di una cigaretta
- 1922 : Francesca da Rimini
- 1923 : Il grido dell'aquila
- 1925 : Fenesta ca lucive, coréalisé avec Armando Fizzarotti
- 1926 : Tra i sorrisi di Napoli
- 1932 : La Chanson du cœur
- 1950 : Le due sorelle
- 1952 : Papà ti ricordo
- 1956 : I calunniatori, coréalisé par Franco Cirino

### Comme scénariste
- Napoli piange e ride, réalisé par Flavio Calzavara (1954)
- La rossa, réalisé par Luigi Capuano (1955)